# North Ronaldsay
Pour les articles homonymes, voir Ronaldsay.
North Ronaldsay (en vieux norrois : Rínansey) est une île du Royaume-Uni située dans l'archipel des Orcades (Écosse), à quatre kilomètres au nord de Sanday ; c'est l'île la plus septentrionale de l'archipel. Elle est aussi connue pour son phare historique, son observatoire des oiseaux migrateurs installé en 1987 et la race de moutons peu commune, le North Ronaldsay.
La population atteignait 500 habitants à la fin du XIXe siècle. Elle est réduite aujourd'hui à 72 habitants (recensement de 2011). L'aérodrome de North Ronaldsay permet des liaisons avec Kirkwall, ainsi qu'un ferry de la Orkney Ferries.

## Phare

North Ronaldsay Old Beacon

Au nord-est de l'île, à Dennis Head, se trouve un ancien phare célèbre, érigé en 1789 nommé Dennis Head Old Beacon. 
En 1854 un nouveau phare a pris la relève, toujours en activité.

## Moutons
Les moutons de cette île vivent à l'état sauvage sur les plages et les rochers, se nourrissant exclusivement d'algues marines. Ils sont contenus autour de l'île par un mur en pierres sèches de vingt kilomètres de long.